# 이동채 (기업인)
이동채(1959년 12월 10일 ~)는 대한민국의 기업인이다. 에코프로의 창업자이자 최대 주주(2024년 기준 18.83%)이며, 대한민국에서 가장 부유한 사람 중 한 명이다. 2024년 12월, 포브스는 그의 순자산을 US$17억으로 추정했으며, 국내에서 16번째 부자로 선정했다.

## 생애
이동채는 1959년 12월 10일 대한민국 포항시에서 8남매 중 둘째(그를 제외하고 모두 여동생)로 태어났다. 대구상원고등학교와 영남대학교 경영학과를 졸업했다. 한국주택은행과 삼성전자에서 근무했으며, 이후 공인회계사 자격증을 취득했다. 1998년, 에코프로의 전신(코리아제오륨)을 설립했으며, 2001년 에코프로로 사명을 변경했다. 이 회사는 2004년부터 배터리 전구체 거래를 시작했고, 이 사업 부문은 곧 가장 중요한 사업 중 하나로 성장했다. 2007년, 회사는 코스닥 증권 시장에 상장되었다.
내부자 거래 혐의 및 조사로 인해 2022년 3월 회사 CEO직에서 물러나 고문으로 활동하게 되었다. 2023년 5월 11일, 11억 원 상당의 내부자 거래 혐의로 유죄 판결을 받았고, 22억 원의 벌금과 11억 원의 추징금, 15개월의 징역형을 선고받았다. 판결에 항소했으나 대한민국 대법원은 그의 항소를 기각했다. 형기의 절반 정도를 복역한 후, 2024년 8월 특별 사면을 받고 석방되었다. 이후 회사 고문 역할로 복귀했다.
2024년 12월, 출소한 지 몇 달 후, 에코프로는 조세 회피 목적으로 비자금을 조성했다는 혐의로 조사를 받기 시작했다.

## 개인 생활
김애희와 결혼하여 아들 이승환(1989년생)과 딸 이연수(1991년생)를 두었다. 그의 자녀들은 모두 연세대학교를 졸업하고 에코프로의 임원으로 재직 중이다.